# Doamna de Senonnes

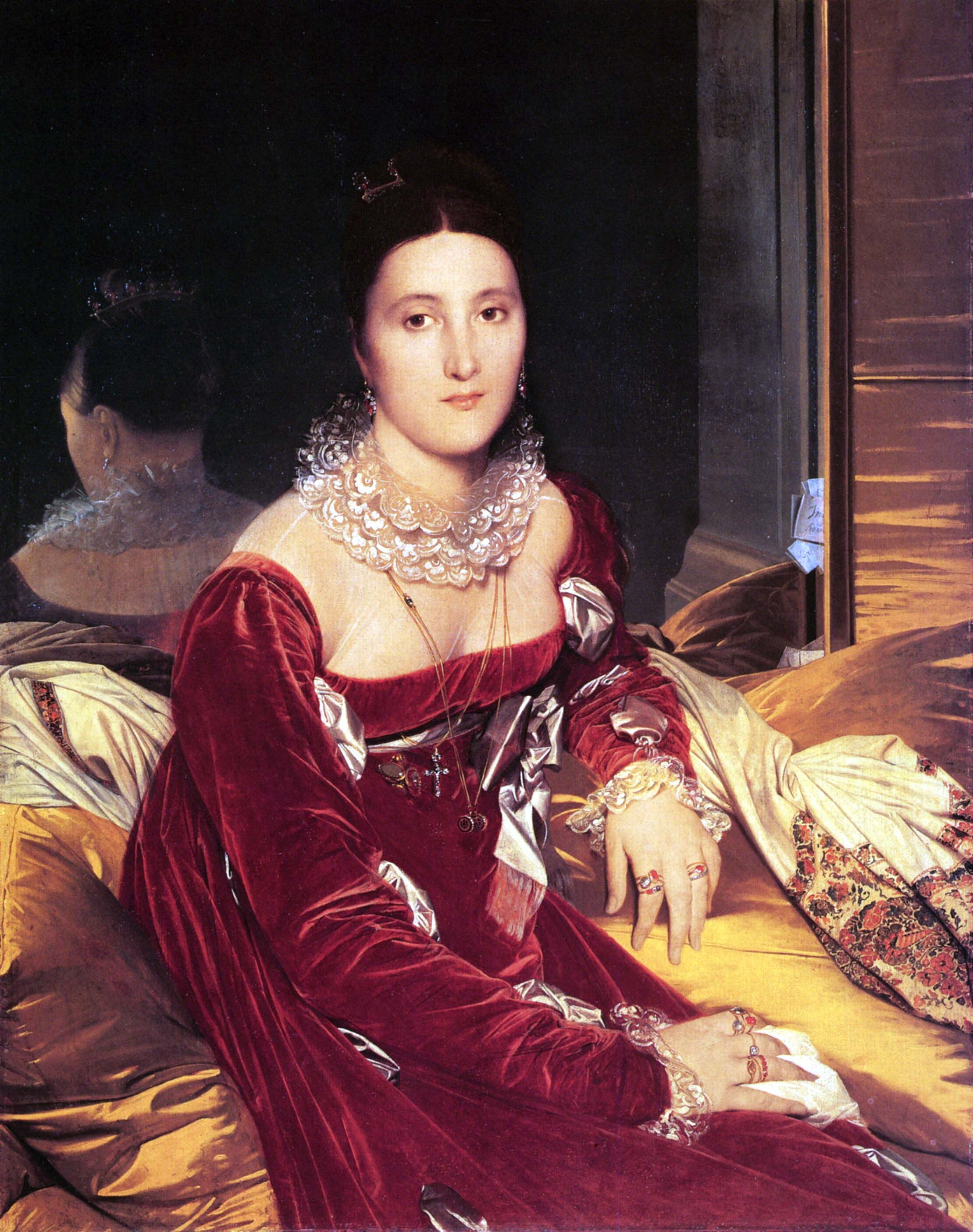
Doamna de Senonnes, 1814-16 ; 106 x 84 cm Musée Beaux-Arts, Nantes

Doamna de Senonnes este o pânză pictată de Jean Auguste Ingres în perioada 1814-1816.

## Descriere
Pictând portretul "Doamnei de Senonnes", Ingres lucrează cu tușe ușoare, aplecate, umbrind ușor fața femeii. Bijuteriile celei portretizate sunt bogate și sclipitoare, făcând dovada poziției sociale a soțului doamnei de Sononnes. 
Dantele, panglici și bijuterii împodobesc rochia purpurie. Mâinile îi sunt acoperite de inele cu pietre prețioase și perle care se armonizează perfect cu albul și roșul rochiei, precum și expresia chipului ei plin de demnitate și distincție nu-i ascund sensibilitatea, redată printr-o serie de linii moi și arabescuri.
Luminozitatea brațelor acoperite de un șal transparent și materialul rochiei care face ape, se reflect în oglinda întunecată din partea stângă a tabloului. Doar silueta doamnei reflectată în oglindă pare să fie luminată de flacara lumânării.